# Шишмарев, Юрий Евгеньевич
Юрий Евге́ньевич Шишмарёв (12 сентября 1948, Хабаровск, СССР — 1 декабря 1998, Владивосток, Россия) — советский, российский учёный в области математической логики, кандидат физико-математических наук, профессор, заведующий кафедрами математики в трёх университетах Владивостока.

## Биография
Родился в 1948 году в Хабаровске на Дальнем Востоке. Окончил физико-математическую школу при НГУ и математический факультет НГУ (1971). В студенческие годы занимался теорией моделей, которую изучал под руководством проф. М. А. Тайцлина. На четвёртом курсе им была опубликована статья в «Математических заметках».
В 1971 году после окончания НГУ в составе «десанта» из 11 человек по распределению переехал во Владивосток в политехнический институт (ДВПИ им. Куйбышева). Работал на кафедре высшей математики.
В 1980 году защитил диссертацию кандидата физико-математических наук на тему «Категоричность теорий унаров и квазимногообразий группоидов».
С 1983 по 1987 год заведовал кафедрой высшей математики ДВПИ. Затем заведование кафедрой алгебры и геометрии в Дальневосточном государственном университете (1987—1992), С 1992 года и до конца жизни заведовал кафедрой высшей математики Владивостокского государственного университета экономики и сервиса.
В 1994 году Шишмареву было присвоено учёное звание профессора. Он был первым специалистом по математической логике на Дальнем Востоке СССР, которую активно пропагандировал и развивал со своими многочисленными учениками.
В 1998 году скончался во Владивостоке после тяжёлой и продолжительной болезни в возрасте 50 лет. Похоронен на Лесном кладбище (Владивосток).

## Научная деятельность и труды
Сферой научных интересов были исследования унаров с категоричными теориями: группоиды, в частности, квазигруппы и полугруппы, порождающие категоричные квазимногообразия.

## Педагогическая деятельность и труды
Автор более 150 работ по различным разделам математики.
Основатель школы математической логики на Дальнем Востоке России.
Основатель специальности «Математические методы в экономике» в дальневосточных вузах.

## Общественная деятельность
Несколько лет вёл математическую школу на Приморском телевидении для школьников.
Отличался организацией кружковой работы по математике, проводимой на общественных началах во всех вузах, где он работал.

## Признание, память
Именная стипендия Ю. Е. Шишмарева во ВГУЭС за отличную учёбу студентов.
Именная аудитория во Владивостокском государственном университете экономики и сервиса.
Российская школа-семинар «Синтаксис и семантика логических систем», посвящённая 60-летию со дня рождения профессора Ю. Е. Шишмарёва, положившего начало развитию математической логики в Приморском крае.

## Семья
Жена — Олейникова Наталья Семёновна, преподаватель математики в вузах.
Дочери — Александра, Галина, Мария, Нина, Татьяна.